# Karl Hans
Karl Hans (* 16. Juni 1906 in Heigendorf; † 17. Januar 1934 in Dessau) war ein deutscher Kommunist und Widerstandskämpfer gegen den Nationalsozialismus.

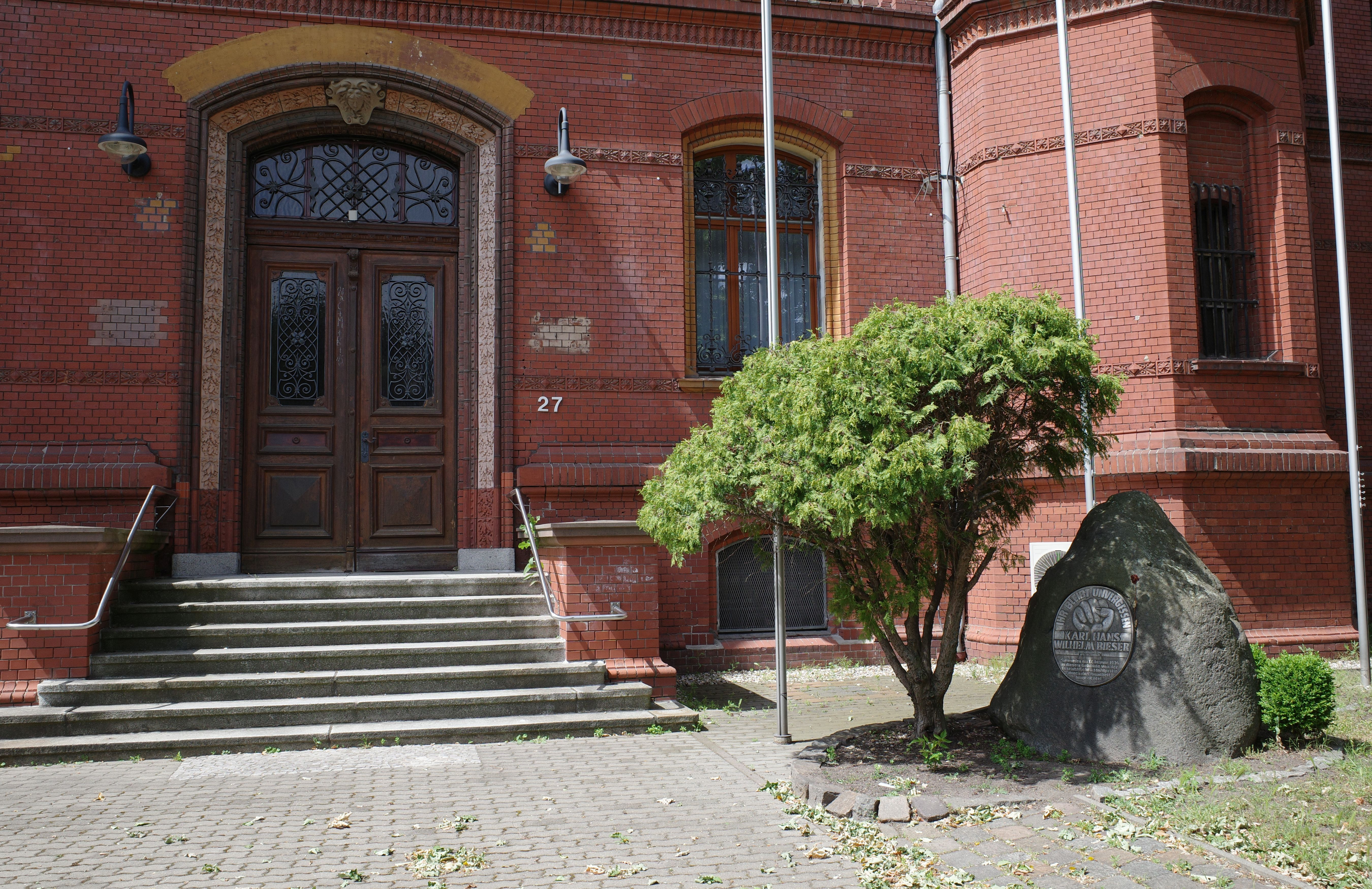
Gedenkstein an der ehemaligen Justizvollzugsanstalt in Dessau

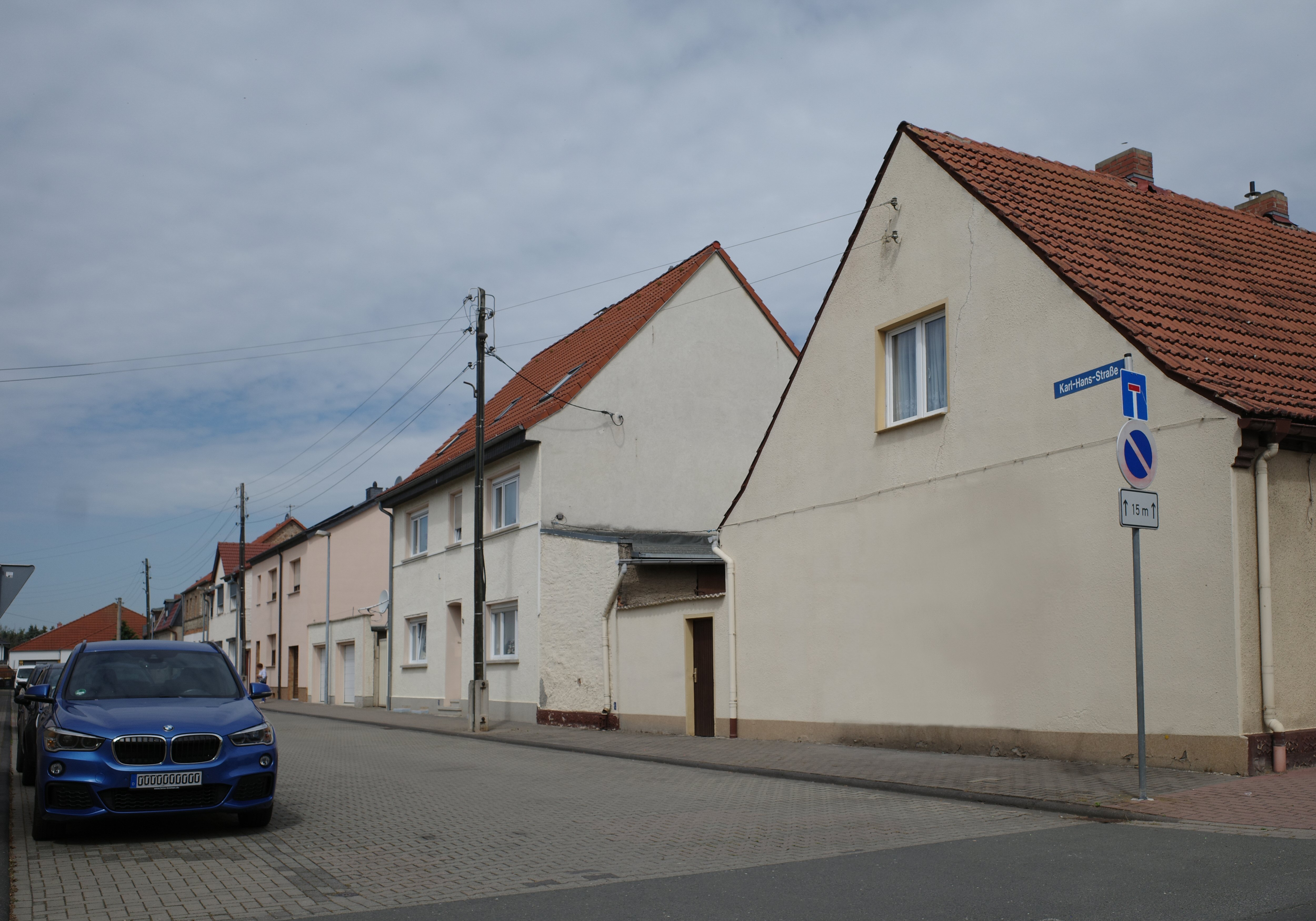
Karl-Hans-Straße in Hecklingen

## Leben
Hans besuchte eine lokale Volksschule und betätigte sich dann als Holzarbeiter. Schon in jungen Jahren wurde er Mitglied der KPD und des Roten Frontkämpferbundes. Als am 11. Februar 1933 in Hecklingen während einer Auseinandersetzung zwischen Nationalsozialisten und Kommunisten der Antifaschist Franz Cislik erschossen wurde, wurden Hans und ein weiteres KPD-Mitglied namens Wilhelm Bieser angeklagt. Durch Verfälschungen der Tatsachen wurden beide zum Tode verurteilt und am 17. Januar 1934 hingerichtet. Zwei Monate nach seiner Hinrichtung wurde das Urteil gegen ihn durch ein Revisionsverfahren wieder aufgehoben.
Am 23. Juni 1971 wurde die Agnesstraße in Dessau-Roßlau in die Karl-Hans-Straße umbenannt. 1992 wurde die Umbenennung rückgängig gemacht. In Hecklingen befindet sich auch eine Karl-Hans-Straße.